# Astragalus brauntonii
Astragalus brauntonii es una  especie de planta herbácea perteneciente a la familia de las leguminosas. Se encuentra en California en Estados Unidos.

## Descripción
Astragalus brauntonii es una gran hierba perenne que crece a partir de un caudex ramificado y alcanza un tamaño de hasta 1,5 metros de altura. Los gruesos tallos huecos están recubiertos de gruesas canas. Las hojas son de hasta 16-centímetro de largo y se componen de muchos pares de foliolos de forma ovalada, como hojas volantes.
La inflorescencia es una espiga densa de hasta 60 flores de color lila. Cada flor  de un centímetro de largo con una capucha refleja. Las flores se marchitan y se vuelven marrones pero permanecen en la planta, en lugar de dejarla. La planta es polinizada por abejas nativas Megachile  y abejorros (Bombus sp.). El fruto es una  pequeña vaina de leguminosa.

## Distribución
Es una planta herbácea perennifolia que se encuentra en California.

## Taxonomía
Astragalus brauntonii fue descrita por  Samuel Bonsall Parish y publicado en Bulletin of the Southern California Academy of Sciences 2(2): 26, pl. 1, en el año 1903.
Etimología
Astragalus: nombre genérico derivado del griego clásico άστράγαλος y luego del Latín astrăgălus aplicado ya en la antigüedad, entre otras cosas, a algunas plantas de la familia Fabaceae, debido a la forma cúbica de sus semillas parecidas a un hueso del pie.
brauntonii: epíteto otorgado en honor de Ernest Braunton (1867-1954), un arquitecto paisajista que introdujo la venta de plántulas de árboles de nueces de macadamia en California.
Sinonimia
- Brachyphragma brauntonii (Parish) Rydb.[5]